# The Quiller Memorandum
The Quiller Memorandum is een Britse film uit 1966, geregisseerd door Michael Anderson. Het verhaal is gebaseerd op de spionageroman The Berlin Memorandum van Adam Hall (pseudoniem van Trevor Dudley-Smith). De hoofdrollen worden vertolkt door George Segal, Alec Guinness, Senta Berger en Max von Sydow. De film werd opgenomen in de Pinewood Studios en op locatie in Berlijn.

## Verhaal
Quiller (George Segal) is een Britse geheim agent van de Secret Intelligence Service (SIS) die naar West-Berlijn wordt gezonden om er het hoofdkwartier van een neonazigroep te zoeken, die een aantal Britse agenten heeft vermoord. Zijn opdracht krijgt hij in het Olympisch Stadion van Berlijn van Pol, het hoofd van de Britse contraspionage in Berlijn (Alec Guinness). Tijdens zijn onderzoek leert hij een jonge onderwijzeres kennen, Inge (Senta Berger), die hem op het spoor van de neonazi's zal brengen. In het hoofdkwartier worden ze gevangengenomen. Hun leider Oktober (Max Von Sydow) vertelt hen dat ze zullen vermoord worden tenzij Quiller hem tegen de volgende ochtend de locatie van het SIS-hoofdkwartier verklapt. Hij laat Quiller daarop vrij en laat hem schaduwen door zijn gewapende manschappen. Uiteindelijk slaagt Quiller er toch in ongemerkt het SIS-bureau te bereiken en de plaats van het neonazihoofdkwartier te onthullen aan Pol, die daarop de bende oprolt. Maar Inge is er niet meer bij.

## Rolverdeling
| Acteur          | Personage     |
| --------------- | ------------- |
| George Segal    | Quiller       |
| Alec Guinness   | Pol           |
| Max von Sydow   | Oktober       |
| Senta Berger    | Inge Lindt    |
| George Sanders  | Gibbs         |
| Robert Helpmann | Weng          |
| Robert Flemyng  | Rushington    |
| Peter Carsten   | Hengel        |
| Edith Schneider | Headmistress  |
| Günter Meisner  | Hassler       |
| Philip Madoc    | Oktober's Man |

## Nominaties en prijzen
De film werd genomineerd voor drie BAFTA Awards in 1967, voor beste artdirection, montage en scenario, maar hij won er geen. Scenarist Harold Pinter werd ook genomineerd voor een Edgar Award voor beste filmscenario, maar hij won evenmin.